# Самородный висмут
Саморо́дный ви́смут  — минерал из класса самородных элементов. Легко растворяется в азотной кислоте, плавится при 271,3 °C. Обладает сильными диамагнитными свойствами.

## Кристаллография
| Точечная группа             | 3m (3 2/m) — Гексагонально-скаленоэдрический               |
| Пространственная группа     | R3m (R3 2/m)                                               |
| Сингония                    | Тригональная                                               |
| Параметры ячейки            | a = 4,55 Å, c = 11,85 Å                                    |
| Отношение                   | a : c = 1 : 2,604                                          |
| Число формульных единиц (Z) | 6                                                          |
| Объем элементарной ячейки   | V 212,46 Å³ (рассчитано по параметрам элементарной ячейки) |
| Двойникование               | Обычно полисинтетическое двойникование                     |

## Оптические свойства
| Тип                     | анизотропный                                                |
| Оптическая анизотропия  | различимая                                                  |
| Цвет в отражённом свете | блестящий кремово-белый, в побежалости переходящий в жёлтый |
| Плеохроизм              | слабый                                                      |

## Формы выделения
Для самородного висмута характерны зернистые агрегаты, отдельные зёрна, скелетные кристаллы и дендритоподобные выделение. Очень редко встречаются кристаллы псевдокубического облика.

## Природный и синтетический
Самородный висмут образуется в гидротермальных жилах, где ассоциирует с другими минералами висмута, сурьмы, мышьяка, золота и серебра.
Также синтезируется искусственный висмут. У скелетных синтетических кристаллов хорошо развиты рёбра. Искусственный висмут образует псевдокубические формы со ступенчатыми пустотами вместо граней.

## Применение
Висмут используется в производстве легкоплавких сплавов с оловом, индием, свинцом, цинком и другими металлами. Также применяется в сварочных пастах для специальных работ, фармацевтике (лекарства от язвы желудка и рака), косметической промышленности (пасты для изготовления губной помады), изготовлении сверхпроводников и аккумуляторов.

## Месторождения
Самородный висмут относительно редок. Основные месторождения данного минерала находятся в Австралии, России, Казахстане, Испании (Лос-Педрочес, Кордова). Также встречается в Боливии, Великобритании, Германии и США.